# École d'été internationale de mathématiques (Fondation CIME)
L'École d'été internationale de mathématiques (en italien : Centro internazionale matematico estivo, CIME) a été créée par l'Union mathématique italienne en 1954 et reconnue comme fondation par l'état italien en 1980.

## La fondation CIME
L'école a été créée à l'initiative de l'Union mathématique italienne pour rapprocher les mathématiciens italiens de la communauté internationale à la suite de l'isolement des années 30 et de la guerre. Il a acquis un prestige international qui lui a permis une reconnaissance de l'état sous forme de création d'une fondation ayant également pour objectif de favoriser les échanges entre jeunes chercheurs.
Jusqu'aux années 1980, le CIME était financé par le Conseil national de la recherche et le ministère de l'éducation publique (Ministero della pubblica istruzione, MPI). Par la suite l'école a bénéficié du soutien 
du ministère italien de l'Université et de la Recherche Scientifique et Technologique (Ministero dell'università e della ricerca, MURST), de l'Institut national de Hautes Mathématiques (Istituto nazionale di alta matematica, INdAM), de l'Union européenne/Training and Mobility of Researchers Program, de l'OTAN/Advanced Summer Institutes  program et de l'UNESCO/ROSTE.
La fondation CIME / Roberto Conti a son siège à Florence.
Depuis 1981 les textes des séminaires de l'école sont publiés par Springer Verlag dans la série Lectures Notes in Mathematics.